# Taiskirchen im Innkreis
Taiskirchen im Innkreis osztrák mezőváros Felső-Ausztria Riedi járásában. 2022 januárjában 2400 lakosa volt.

## Elhelyezkedése

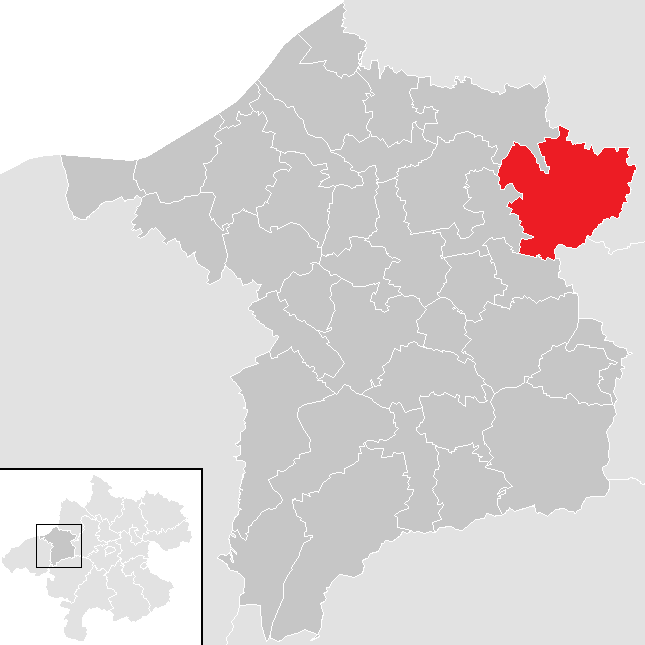
Taiskirchen im Innkreis a Ried im Innkreis-i járásban

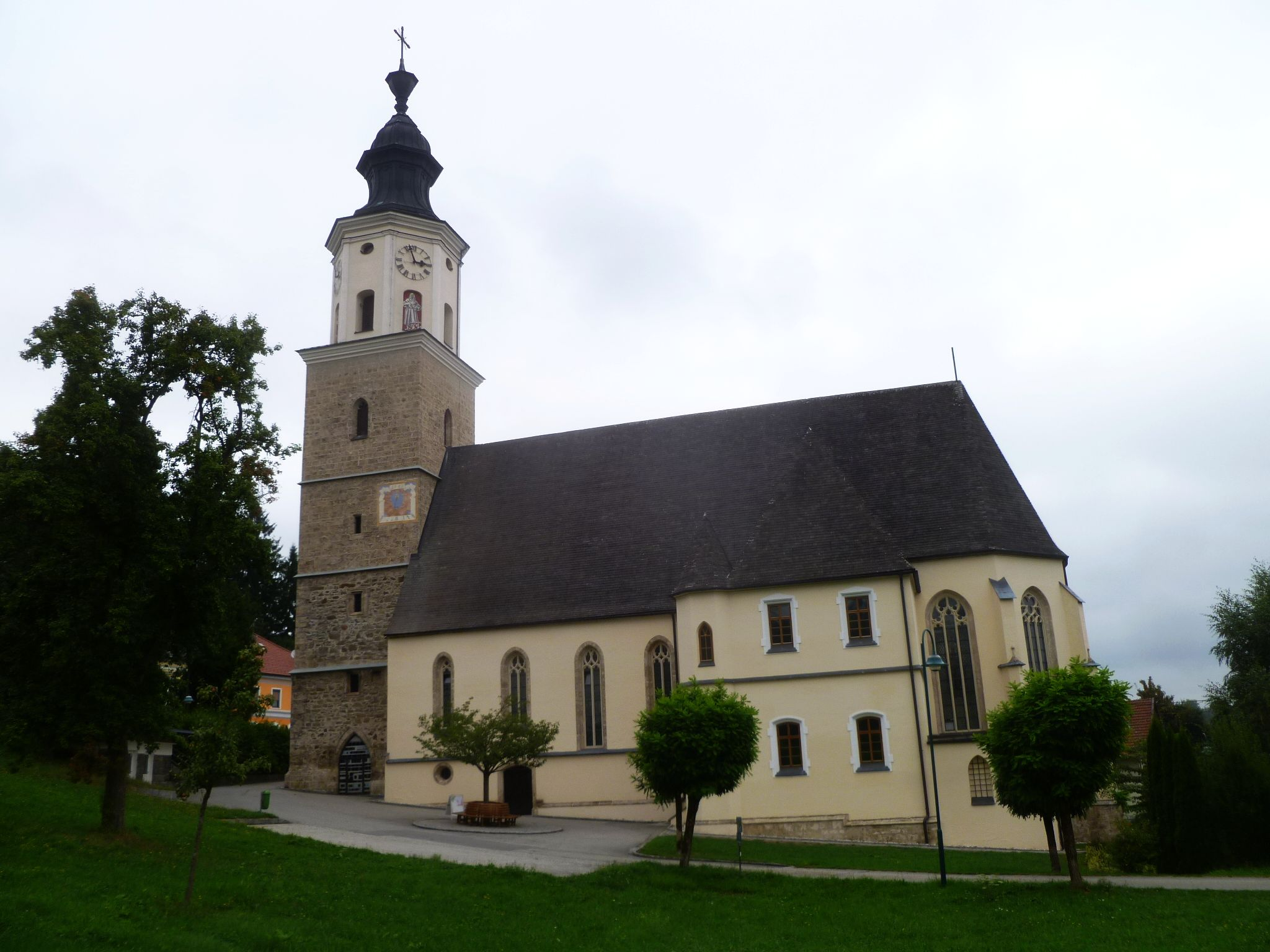
A Szt. Simon és Júdás-plébániatemplom

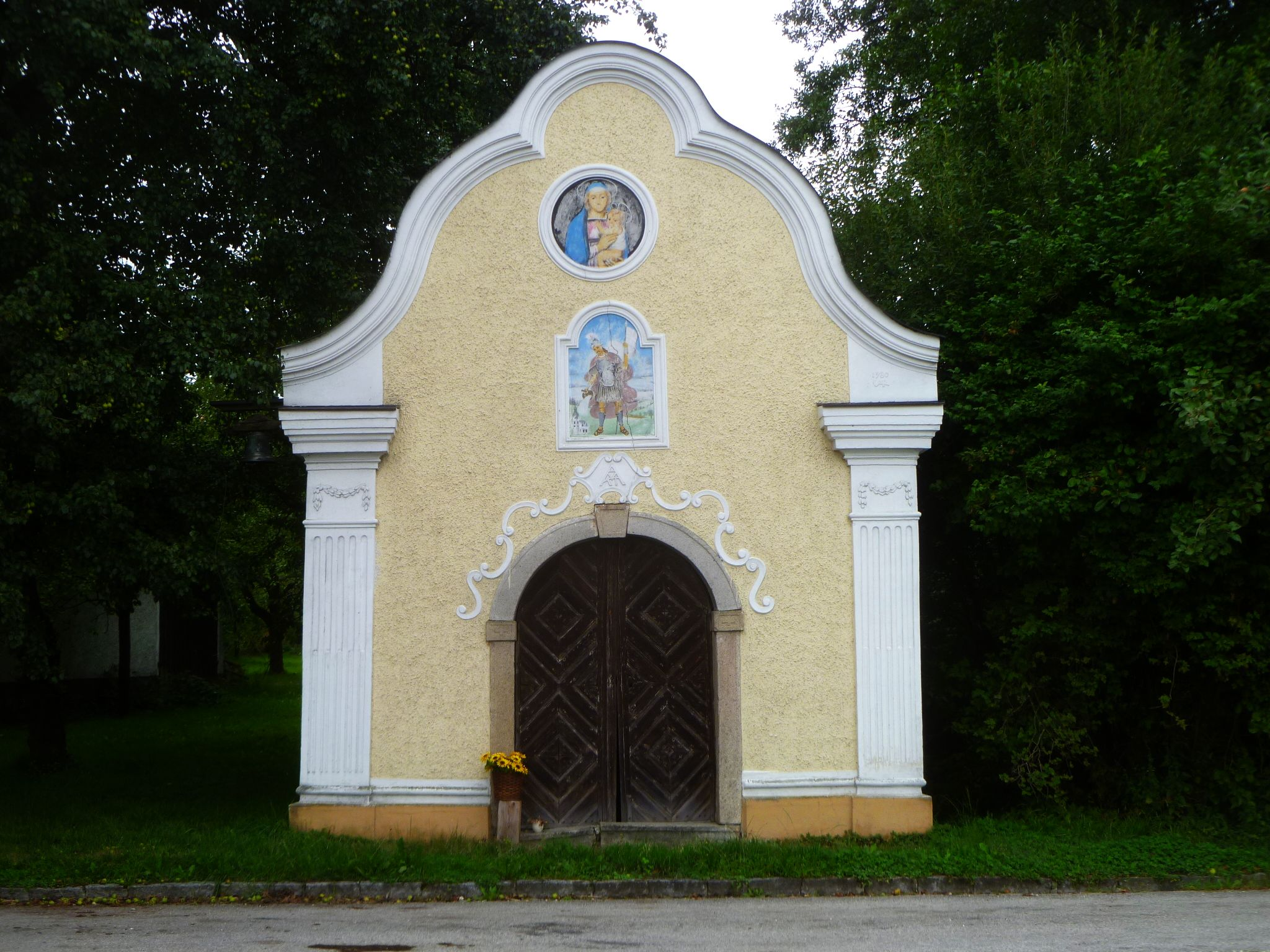
A tiefenbachi Szt. Flórián-kápolna

Taiskirchen im Innkreis a tartomány Innviertel régiójában fekszik, az Innvierteli-dombságon. Legnagyobb állóvize a községi határon fekvő, 6 hektáros, mesterséges Stausee. Területének 14,4%-a erdő, 76,3% áll mezőgazdasági művelés alatt. Az önkormányzat 33 települést és településrészt egyesít: Aichet (30 lakos 2021-ben),  Altmannsdorf (87), Arling (42), Baumgarten (22), Brandstätten (34), Breitenried (358), Bruckleiten (40), Edtleiten (44), Ellerbach bei Taiskirchen im Innkreis (40), Flohleiten (90), Gansing (27), Gotthalmsedt (17), Günzing (25), Helfingsdorf (79), Hohenerlach (45), Jebing (33), Jedretsberg (25), Kainzing (55), Kleingaisbach (73), Kühdobl (44), Lacken (37), Lindet (23), Petersham (16), Schatzdorf (4), Sittling (9), Taiskirchen im Innkreis (774), Tiefenbach (60), Unterbreitenried (49), Wiesenberg (73), Wietraun (20), Wohleiten (69), Wolfsedt (17) és Zahra (52).
A környező önkormányzatok: délre Peterskirchen, nyugatra Andrichsfurt és Utzenaich, északra Lambrechten, északkeletre Zell an der Pram, keletre Riedau, délkeletre Dorf an der Pram és Pram.

## Története
A régió 1779-ig Bajorországhoz tartozott; ekkor a bajor örökösödési háborút lezáró tescheni béke Ausztriának ítélte az Innviertelt. A napóleoni háborúk alatt a falu rövid időre visszatért a francia bábállam Bajországhoz, de 1816 után végleg Ausztriáé lett.
Az 1938-as Anschluss után a települést a Harmadik Birodalom Oberdonaui gaujába sorolták be. A második világháborút követően Taiskirchen visszatért Felső-Ausztriához.
Taiskirchen im Innkreist 1990-ben emelték mezővárosi rangra.

## Lakosság
A Taiskirchen im Innkreis-i önkormányzat területén 2022 januárjában 2400 fő élt. A lakosságszám 1961 óta 2300-2400 körül mozog. 2019-ben az ittlakók 96%-a volt osztrák állampolgár; a külföldiek közül 1,6% a régi (2004 előtti), 2% az új EU-tagállamokból érkezett. 2001-ben a lakosok 96,2%-a római katolikusnak, 2,6% pedig felekezeten kívülinek vallotta magát. Ugyanekkor egy magyar élt a mezővárosban; a legnagyobb nemzetiségi csoportot a németek (98,9%) mellett a törökök alkották 0,3%-kal (7 fő).
A népesség változása:

| 2016 | 2 398 |
| 2018 | 2 407 |

## Látnivalók
- a Szt. Simon és Júdás-plébániatemplom

## Fordítás
- Ez a szócikk részben vagy egészben  a   Taiskirchen im Innkreis című német Wikipédia-szócikk ezen változatának fordításán alapul.  Az eredeti cikk szerkesztőit annak laptörténete sorolja fel. Ez a jelzés csupán a megfogalmazás eredetét és a szerzői jogokat jelzi, nem szolgál a cikkben szereplő információk forrásmegjelöléseként.